# Geografia de Cap Verd

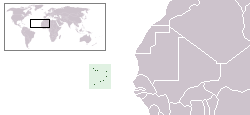
Localització de Cap Verd

Aquest és un article sobre la geografia de Cap Verd (formalment, la República de Cap Verd) un grup d'illes àrides de l'Atlàntic, que són la llar d'un nombre d'aus i rèptils, i que constitueixen una única ecoregió en la classificació del Fons Mundial per la Natura.
Les illes de Cap Verd estan situades en mig de l'oceà Atlàntic a uns 570 kilòmetres enfront de la costa occidental d'Àfrica. El paisatge varia des de planes seques a volcans actius alts amb penya-segats que augmenten vertiginós cap a l'oceà. El clima és àrid.
L'arxipèlag es compon de 10 illes i 5 illots, dividits en dos grups, Barlavento) i Sotavento). Les sis illes del grup de barlovent són Santo Antão, São Vicente, Santa Luzia, São Nicolau, Sal, i Boa Vista. Les illes del grup de sotavent són Maio, Santiago, Fogo, i Brava. Totes són habitades llevat Santa Luzia.
Les illes de Sal, Boa Vista, i Maio no tenen subministrament d'aigua natural. Les muntanyes més altes, a 1.280 metres, es troben a les illes de Santiago, Fogo, Santo Antão, i São Nicolau.
La sorr arrossegada pels forts vents ha causat erosió a totes les illes, sobretot les de Barlovent. penya-segats escarpats s'eleven des del mar a algunes de les illes muntanyoses. La manca de vegetació natural a les terres altes i la costa també contribueix a l'erosió del sòl. Només les valls interiors tenen vegetació natural.

## Dades

Mapa de les illes de Cap Verd

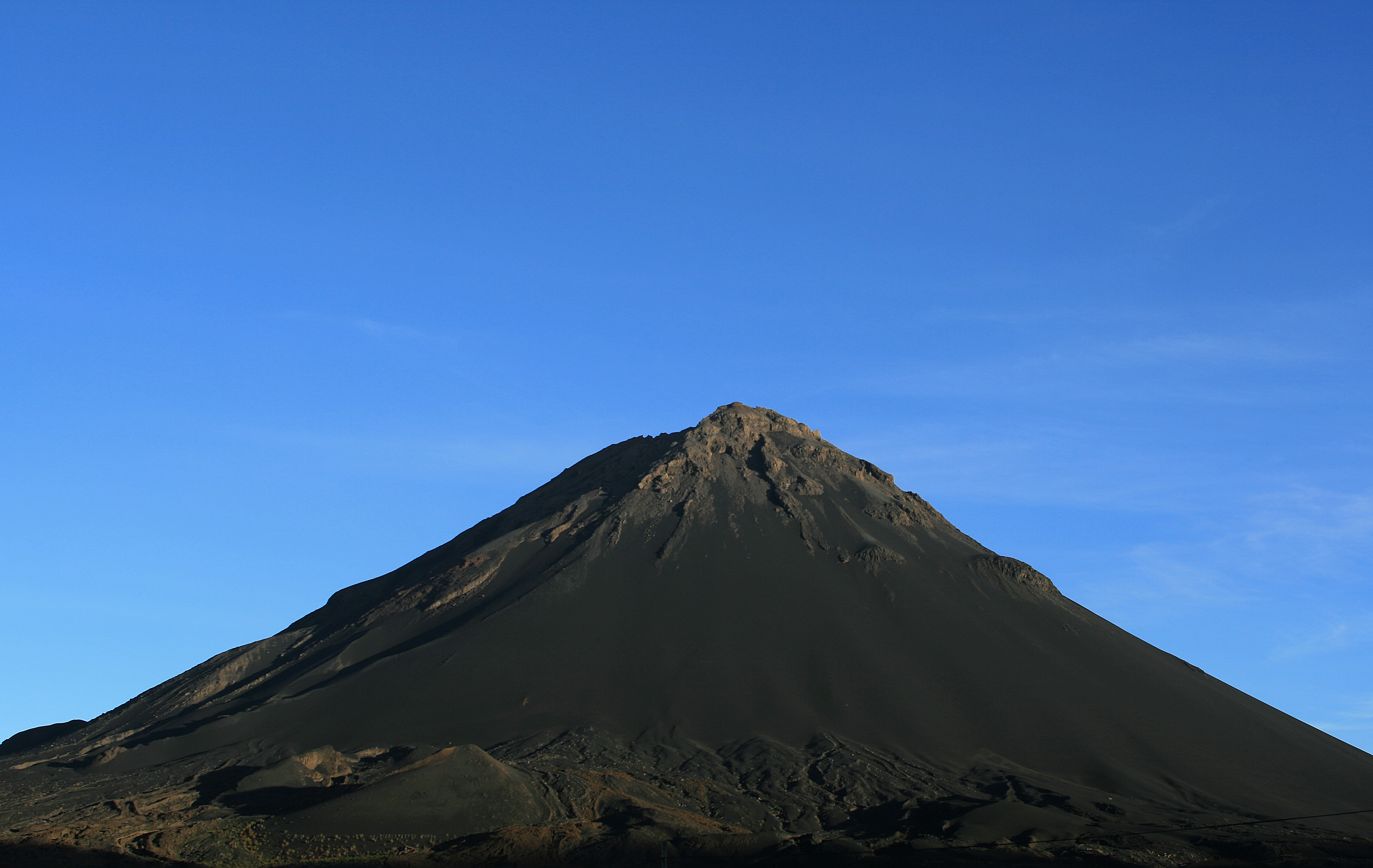
Fogo és el punt més alt a Cap Verd

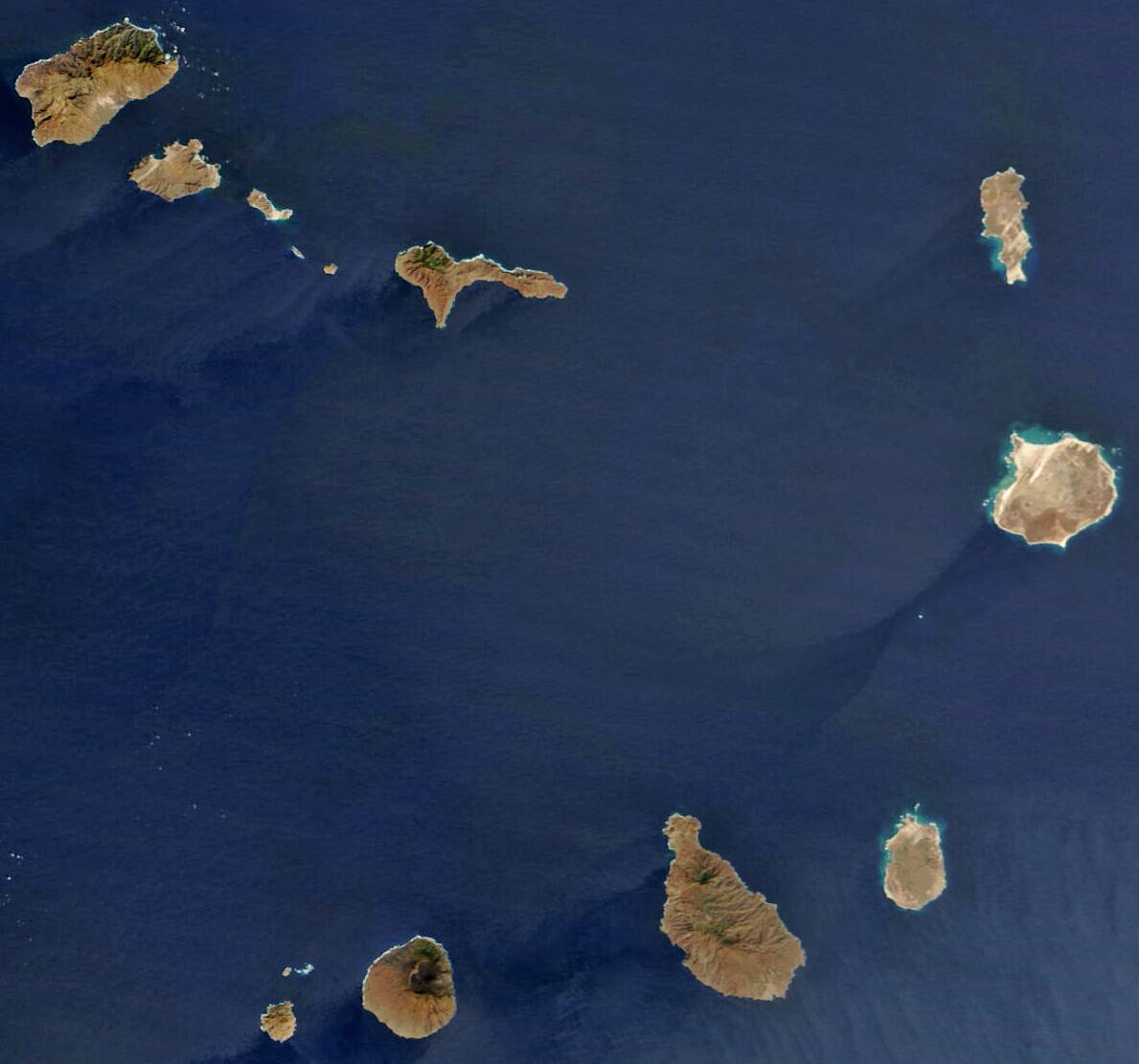
Imatge de Cap Verd via satèl·lit

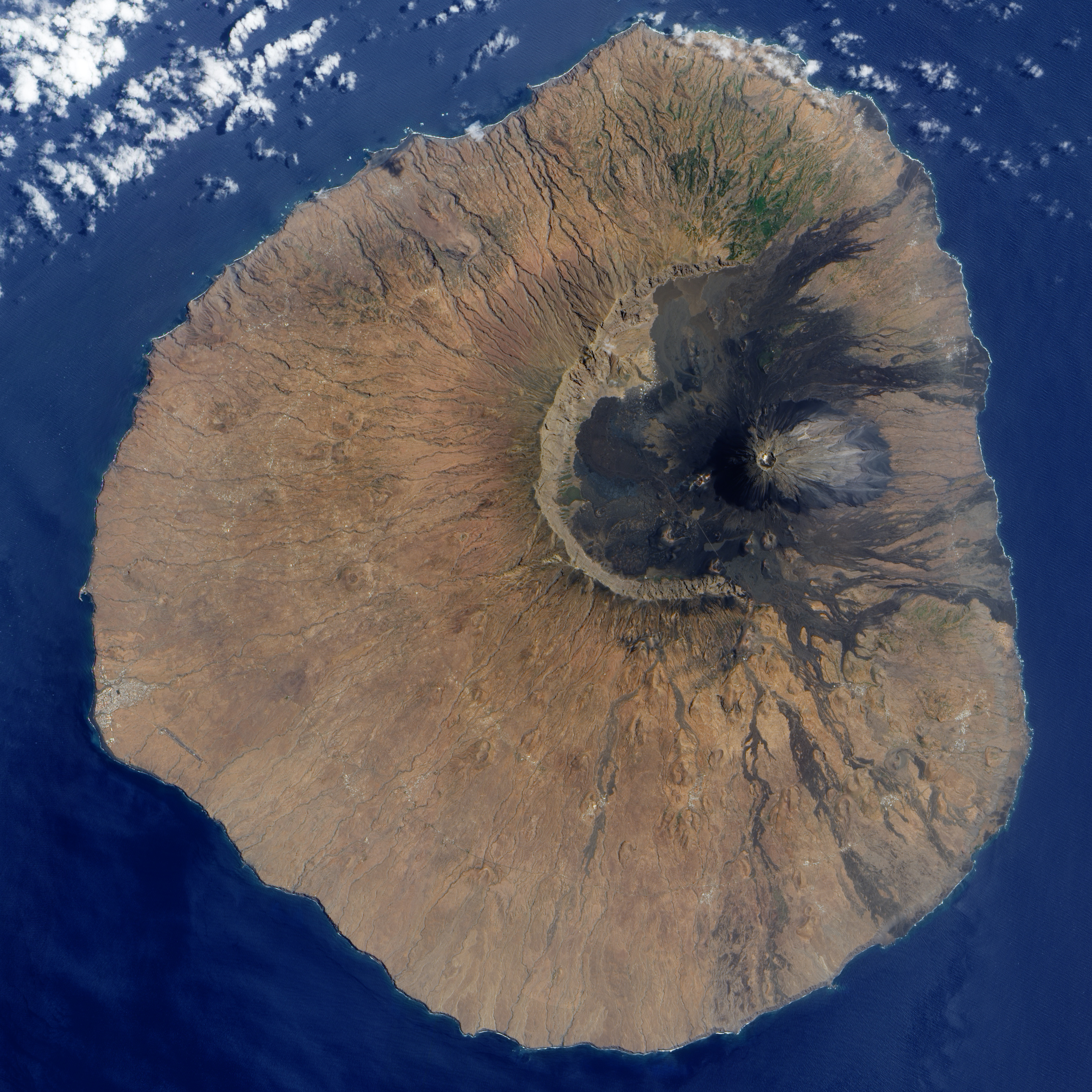
Imatge de Fogo per satèl·lit

Coordenades geogràfiques
16° N, 24° O / 16°N,24°O
Àrea
- Total: 4.072 km²
- Terra: 4.072 km²
- Aigua: 0 km²

Àrea – comparativa
US: una mica més gran que Rhode Island
Canadà: una mica més gran que les Haida Gwaii
UK: una mica més gran que Suffolk
Costa
965 km
Reclamacions marítimes
- Mesurat des de les línies de base reivindicades per l'archipèlag
- Aigües territorials: 12 nmi (22.2 km)
- Zona contigua: 24 nmi (44.4 km)
- Zona Econòmica Exclusiva: 200 nmi (370.4 km)

Zona Econòmica Exclusiva
- Àrea: 800.561 km²
- Plataforma continental: 5.591 km²
- Esculls de corall: 0,09 % del món
- Relleu marí: 0,04 % del món

source: Sea Around Us Project's Countries' EEZ Arxivat 2006-12-29 a Wayback Machine.
Terreny
Escarpat, rugós, rocallós, volcànic.
Extrems d'elevacions
- Punt més baix: Oceà Atlàntic 0 m
- Punt més alt: Fogo 2.829 m (a l'illa de Fogo)

Recursos naturals
Sal, basalt, pedra calcària, caolinita, argila, guix
Ús de la terra
- Terra conreable: 11,66%
- Conreu permanent: 0,74%
- Altres: 87,59% (2012)

Terra irrigada
34,76 km² (2004)
Total de recursos aquàtics
0,03 km³ (2011)
Reserva d'aigua dolça (domèstic/industrial/agrícola)
- total: 0.02 km³/yr (6%/1%/93%)
- per capita: 48.57 m³/yr (2004)

Perills naturals
Sequera prolongada; el vent Harmattan estacional produeix pols fosc; volcànicament i sísmica activa.
Geografia - nota
Ubicació estratègica a 500 km de la costa oest d'Àfrica, prop de les principals rutes marítimes nord-sud; important estació de comunicacions; important centre d'avituallament de mar i aire.

## Taula d'illes
| Illa                | Capital         | Altres ciutats                                                    | Àrea (km²) | Població |
| ------------------- | --------------- | ----------------------------------------------------------------- | ---------- | -------- |
| Illes de Barlavento | Mindelo         | Porto Novo, Espargos                                              | 2.265,55   | 179.114  |
| Illa de Santo Antão | Porto Novo      | Ribeira Grande, Pombas, Ponta do Sol, Alto Mira                   | 779,0      | 46.872   |
| Illa de São Vicente | Mindelo         | São Pedro, Madeiral, Calhau, Salamansa                            | 227,0      | 81.267   |
| Ilhéu dos Pássaros  | Far de Passaros |                                                                   | 0.05       | 1        |
| Illa de Santa Luzia | Ponta da Cruz   | Praia de Francisca, Cap Verte                                     | 34,0       | 0        |
| Ilhéu Raso          |                 |                                                                   | 7,0        | 0        |
| Illa de São Nicolau | Ribeira Brava   | Tarrafal de St. Nicolau                                           | 379,5      | 13.680   |
| Illa de Sal         | Espargos        | Santa Maria                                                       | 216,0      | 27.515   |
| Illa de Boa Vista   | Sal Rei         | Cabecada, Estancia de Baixo                                       | 620,0      | 9.779    |
| Ilhéu Branco        | Ilhéu Branco    |                                                                   | 3,0        | 0        |
| Illes de Sotavento  | Praia           | Assomada, Chao Bom, Tarrafal, Sao Filipe                          | 1.806,95   | 345.886  |
| Illa de Maio        | Vila do Maio    | Calheta                                                           | 269,0      | 7.420    |
| Santiago (Cap Verd) | Praia           | Assomada, Chao Bom, Tarrafal, Calheta de Sao Miguel, Pedra Badejo | 991,0      | 292.500  |
| Illa de Fogo        | São Filipe      | Mosteiros, Relva, Patim                                           | 475,6      | 39567    |
| Illa Brava          | Nova Sintra     | Furna                                                             | 66,6       | 6.399    |
| Ilhéus Secos        | Ilhéu Grande    | Ilhéu de Cima                                                     | 4,75       | 0        |
| Cap Verd            | Praia           |                                                                   | 4.072,5    | 525.000  |

## Fronteres

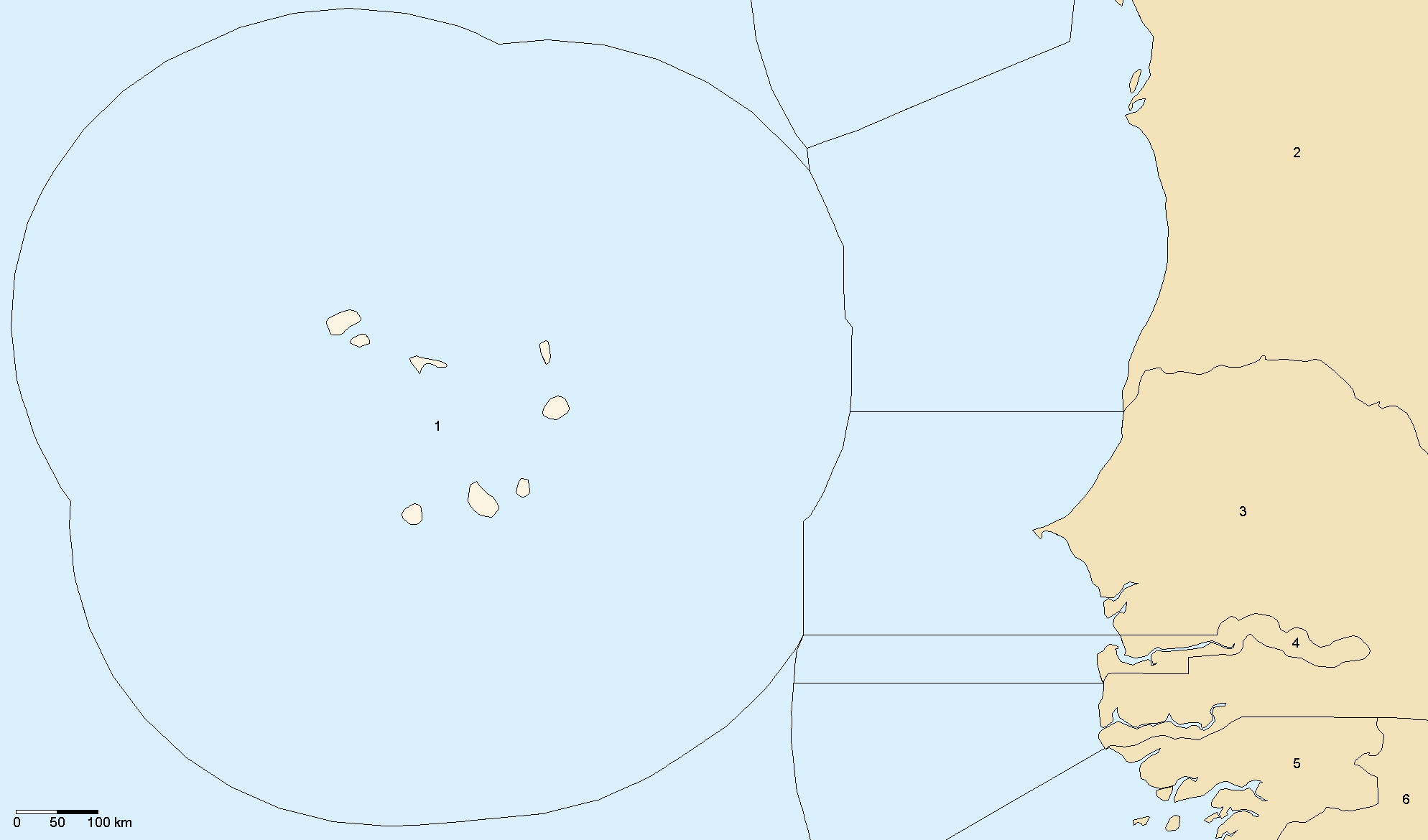
Mapa de l'EEZ de Cap Verd

Cap Verd comparteix frontera marítima amb Mauritània i el Senegal. Cap Verd ha signat tractats de delimitació de fronteres específiques amb Senegal i Mauritània. Tanmateix, els dos tractats entren en conflicte en la delimitació de fronteres precises.

## Clima
Un corrent fred de l'Atlàntic provoca un ambient àrid a tot l'arxipèlag. De desembre a juny és fresc i sec, amb temperatures mitjanes al nivell del mar 21 °C (69.8 °F); de juliol a novembre és càlid i sec, amb temperatures mitjanes de 27 °C (80.6 °F). Encara que cau una mica de pluja durant la darrera temporada, la pluja és en general escassa i molt erràtica. Les acumulacions són generalment al voltant de 130 mm (5.12 in) anuals a les illes del nord i 300 mm (11.81 in) al sud. L'arxipèlag està subjecte a sequeres cícliques; una devastadora sequera va començar el 1968 i va ser trencada només breument en 1975, 1978, 1984, i 1986.
Les precipitacions són irregulars, històricament han causat sequeres i fams periòdiques. La precipitació mitjana anual a Praia és de 240 mm (9.45 in). Durant l'hivern, les tempestes que bufen des del Sàhara de vegades formen densos núvols de pols que enfosqueixen el sol; tanmateix, els dies de sol són la norma durant tot l'any. Els cels més clars es troben entre febrer i juny, amb molt poca pluja durant aquests mesos. El vent harmattan ve carregat de pols del Sàhara. Això passa entre novembre i març i en general és similar a la "Calima" que afecta les Illes Canàries.
L'oceà prop de Cap Verd és una àrea de formació de ciclons tropicals; ja que aquestes tempestes tenen la totalitat de l'Atlàntic sobre on descarregar desenvolupar a mesura que avancen cap a l'oest, les illes es troben entre els huracans més intensos, i es diuen huracà de tipus Cap Verd.
Les illes de Cap Verd són una zona molt degradada. A més, la majoria de les illes no sempre reben un monsó. De fet, no és sorprenent que alguna precipitació atmosfèrica a les illes estigui limitada en la pluja tropical.
Si arriba la pluja, en general és entre agost i octubre. La primera "estació de pluges" porta altes temperatures i alta humitat que es condensa com a rosada de la muntanya. L'altra estació de pluges és entre desembre i juny, quan els vents alisis del nord-est són comuns durant aquesta temporada, només en altituds superiors a 600 metres reben pluges regulars. L'illa de Sal rep una mitjana de 0,0 mm al maig. Quan ve la pluja, si arriba, pot ser molt forta. La meitat de la pluja en un any en particular pot caure sovint en una sola tempesta.
La major part de les illes de Cap Verd són seques, però a les illes amb muntanyes altes i lluny de la massa de terra continental, la humitat és molt més alta, donant un hàbitat de selva tropical, molt degradada per la forta presència humana. Els vessants nord-orientals d'altes muntanyes sovint reben una gran quantitat de pluja i els vessants del sud-oest no en reben. Això es deu al fet que són zones d'ombra, situades als vessants nord o als vessants de les zones muntanyoses, orientats darrere del sol al de l'hemisferi nord, a l'ombra orogràfica. Pel que la quantitat de la radiació solar que reben és molt menor de la que tindrien si el relleu de l'illa intercepta la major part del sol. En termes de l'ecologia botànica, aquestes àrees d'ombra s'identifiquen per ser fresques i humides.
El corrent nord de les Canàries té un efecte de refredament a les illes de Cap Verd, fent la temperatura de l'aire més suportable del que seria d'esperar en qualsevol cas en aquesta latitud. Per contra, les illes no reben els corrents ascendents (corrents freds) que afecten la costa d'Àfrica Occidental, de manera que la temperatura de l'aire és més fresca que al Senegal, però el mar està més calent, perquè el relleu orogràfic d'algunes illes, com Sao Miguel amb muntanyes escarpades, és cobertes amb boscos i vegetació exuberant, on es condensa l'aire humit i facilita el sorgiment de plantes, roques, terra, troncs, molsa etc.
Els huracans sovint comencen la seva formació en les aigües al voltant de les illes de Cap Verd, però és rar que la força de la tempesta arribi prop de les illes. Els huracans de tipus Cap Verd es formen a la zona sud de les illes, prop de Sao Miguel, després d'una ona tropical al continent africà durant l'estació plujosa. La tempesta pren força quan creua les aigües càlides de l'Atlàntic.
El laurisilva és un tipus de bosc ennuvolat, la selva nebulosa, es desenvolupa preferentment al voltant de la muntanya, on la densa humitat del mar o l'oceà es precipita per l'acció del relleu. Oposant el terreny a un front de massa d'aire càlid i humit, obliga a augmentar l'altura sobre el nivell del mar d'aquesta massa d'aire humit i càlid, que refreda i disminueix la punt de rosada, fent que es condensin part de la humitat que cau en forma de pluja o boira, la creació d'un hàbitat especialment fresc, saturat d'humitat en l'aire i el sòl.
És l'equilibri entre la influència seca i càlida de l'anticicló subtropical, estiu calent i sec i orografia responsable de portar un fred humit.
A mesura que augmenta la latitud, això augmenta l'impacte de les tempestes, que en el seu recorregut d'oest a est van escombrar les costes occidentals dels continents, fortes pluges a causa de l'alta humitat.
Les precipitacions es multipliquen si aquestes masses d'aire creuen les muntanyes en el camí. El clima resultant és més humit però amb una oscil·lació anual de la temperatura moderada per la proximitat de l'oceà.
Aparèixer gairebé ocupant zones favorables anomenades geogràficament úmbries, vessants nord o vessants de les zones muntanyoses que estan orientats darrere del sol, ja que les illes estan a l'hemisferi nord, entre 600 i 1.500 metres, beneficiant-se de la humitat proporcionada pels vents alisis per formar un mar de núvols. En la seva ecologia botànica, l'obaga de la muntanya s'identifica amb el fred i la humitat.

## Flora
Cap Verd és l'arxipèlag més sec de l'ecoregió de la Macaronèsia, amb una major influència de les espècies d'Àfrica per la seva ubicació geogràfica a prop del continent africà del Sahel.
En un primer moment, les illes de Cap Verd allotjaven una extensa coberta forestal i sabana seca, però es va retirar majoritàriament per convertir-se les terres agrícoles, que, juntament amb l'aridesa del clima i el terreny accidentat, han portat a una erosió del sòl i la desertificació generalitzada. No obstant això, l'arxipèlag es pot dividir en quatre zones ecològiques àmplies (àrides, semiàrides, subhumides i humides), d'acord amb l'altitud i la precipitació mitjana anual que oscil·la entre 200 mm a les zones àrides de la costa a més de 1.000 mm a la muntanya humida. La major part de precipitacions són degudes a la condensació de la boira de l'oceà. Avui dia gran part de la coberta forestal comprèn plantacions agroforestals relativament immadures, en què s'utilitzen espècies no autòctones com Prosopis juliflora, Leucaena leucocephala i Jatropha curcas. Els laurisilva són espècies natives a la zona humida només a les zones muntanyoses.
A les illes més baixes i més seques la vegetació abans de la colonització humana consistia en vegetació de sabana o estepa, i a la part plana interior plantes semidesèrtiques. A més altitud hi és present una forma de matoll àrid. Antigament aquestes illes estaven cobertes de sabana a les planes i de matolls àrids als vessants de les muntanyes, però més de 500 anys de població humana, des de la colonització pels portuguesos al segle xv, gairebé tota la vegetació original ha estat eliminada per l'agricultura generalitzada, el pasturatge de cabres, ovelles i bestiar i la sembra d'espècies de cultiu. Hi ha alguns romanents de bosc sec al vessant costerut que inclou un nombre d'espècies de plantes endèmiques, però aquestes són inaccessibles i difícils d'estudiar.
A les illes més altes i una mica més humides, exclusivament en les zones muntanyoses, com l'illa de Santo Antao, el clima és adequat per al desenvolupament dels boscos del monsó sec i laurisilva que es creu que han estat presents en el passat. No obstant això, la majoria de la vegetació s'ha convertit actualment en fragments agrícoles i forestals restringits a àrees on el cultiu no és possible, com pics de les muntanyes i les pendents pronunciades. La demanda de fusta ha donat com a resultat la desforestació i la desertificació.
És de particular interès el tipus endèmic tipus de laurisilva macaronèsica de Clima subtropical humit, que es troba a algunes illes de la Macaronèsia a l'Atlàntic Nord i enclavaments continentals africans, com Madeira, les Açores, illes de Cap Verd i Canàries, un relicte de les forests subtropicals del Pliocè que aplega nombroses espècies endèmiques.
Aquest boscos de laurisilva es troben a les illes de Macaronèsia a l'Atlàntic oriental, en particular, les Açores, Madeira, i Canàries occidentals, de 400 m a 1.200 m d'altitud. Hi són característics els arbres dels gèneres Apollonias (Lauraceae), Ocotea (Lauraceae), Persea (Lauraceae), Clethra (Clethraceae), Dracaena (Ruscaceae), i Picconia (Oleaceae). Els boscos de llorer de Madeira foren designat Patrimoni de la Humanitat per la UNESCO en 1999.

## Fauna
Hi ha quatre espècies d'aus endèmiques, incloent l'alosa de Razo juntament amb els més comuns falciots, aloses, tallarols i passèrids. Les illes són una important zona de cria d'aus marines, incloent la baldriga de Cap Verd i petrell gon-gon (Pterodroma feae), que es reprodueix només aquí i a Madeira. L'illa de Santiago té l'únic lloc de reproducció de l'endèmica i en perill crític garsa vermella. Les 11 espècies de rèptils endèmiques inclouen una sargantana gegant (Tarentola gigas), i hi ha altres gecko i escíncids en abundància. El lludrió gegant (Macroscincus coctei) es creu extint. 

## Amenaces i protecció
Gairebé tot l'entorn natural ha estat destruït per la conversió a l'agricultura i la tala per a llenya, així com l'erosió del sol natural, la qual cosa ha amenaçat diverses espècies d'aus i rèptils. Els boscos originals resten només a altituds elevades. Entre els problemes més recents hi ha l'extracció il·legal de sorra de la platja i la sobrepesca, mentre que les aus que nien són vulnerables a la introducció de mamífers inclosos gats i rates.
Cap Verd ha signat els següents acords internacionals sobre medi ambient
- Part de: Biodiversitat, Canvi Climàtic, desertificació, espècies en perill d'extinció, Modificació Ambiental, deixalles perilloses, dret del mar, descarregar marina, Prohibició de Proves nuclears, contaminació procedent de vaixells, aiguamolls
- Signat, però no ratificat: cap dels acords seleccionats.